# Lois Hechenblaikner
Lois Hechenblaikner (eig. Alois Hechenblaikner, * 1958 in Reith im Alpbachtal) ist ein österreichischer Fotograf.

## Leben
Nach einer Ausbildung zum Kfz-Elektriker machte Hechenblaikner verschiedene Fernreisen und begann auf diesen zu fotografieren. Aus den Ergebnissen seiner Fotoexpeditionen erstellte er Dia-Multivisionsschauen und ging damit auf Tournee. Anfangs lag der Schwerpunkt auf Ostasien (1985 Philippinen, 1987 Neuguinea, 1988 und 1989 Indonesien, 1989 Vietnam), danach kamen weitere Länder und Regionen hinzu (1990 Israel, 1992 und 1993 Rajasthan, 1993 Burma, 1994 Bhutan, 1995 Oman, 1998 Costa Rica, 1999 Spiti und Kinnaur, 2000 Kambodscha). 1995/96 erhielt er den Kodarama Award.
Seit Mitte der 1990er Jahre widmet er sich Motiven des Tiroler Fremdenverkehrs sowie der volkstümlichen Unterhaltung und polarisiert durch einen ungeschönten Blick hinter die Kulissen von Massentourismus und Großveranstaltungen. Als künstlerisches Medium nutzte er dabei vermehrt Fotografien mit Kleinbild- und Großformatkameras und erstellt damit Werkserien über Zeiträume von mehreren Jahren und teils Jahrzehnten. Eine Ausstellung in Mayrhofen mit Bildern von Fans der Zillertaler Schürzenjäger wurde 1997 vom örtlichen Bürgermeister verboten und musste nach Innsbruck umziehen, eine Verleumdungsklage der Schürzenjäger wegen der Fotos, die betrunkene und wildpinkelnde Konzertbesucher zeigen, war nicht erfolgreich. Im Jahr 2000 wurde seine Multivision Wo ist Tirol? auf dem Frankfurter Weitsicht-Festival, Europas größtem Dia-Event, vom Publikum zur besten Produktion gewählt und in Österreich gemeinsam mit seiner Edition Direttissima mit dem  Journalisten- und Publizistenpreis ausgezeichnet. In Bad Hofgastein dagegen ließ der Vorsitzende des Tourismusverbandes die Plakate für die Veranstaltung heimlich entfernen.
Zum 2003 erschienenen Reise- und Rezeptbuch Tirol kocht!, das mit dem Gourmand World Cookbook Award für das beste Regionalkochbuch der Welt ausgezeichnet wurde, steuerte er die Fotografien bei.
Unter seinen Fotoserien dokumentiert BergWerk die im Sommer durchgeführten baulichen und technischen Eingriffe in die Berglandschaft, die für den Wintersportbetrieb vorgenommen werden und zeigt die vermeintliche Natur als Industriezone. Gletscherpathologie vergleicht die Vermattung in den Sommerskigebieten, um dem Gletscherschwund zu verlangsamen, mit dem „Ausbreiten von Leichentüchern“. Analog dazu stellt New Dimensions die einsamen Schneebänder der Talabfahrten inmitten bereits grüner Frühlingswiesen dar. Alpine Entertainment beschreibt den Einzug der Unterhaltungsindustrie in die Bergwelt, die nicht mehr als grandioses Naturtheater an sich genüge, sondern zur Kulisse spektakulärer Shows verkomme. Intensivstationen verweist auf die Ähnlichkeit zwischen den Schlauchleitungen für Jagertee, Glühwein sowie anderer Getränke und denen medizinischer Apparate; Genieße das Leben thematisiert die zunehmende „Ballermannisierung“ von Orten, die einst als Reiseziele für Sportler und Erholungssuchende bekannt waren. Soziale Skulpturen umfasst Porträts der Besucher von Volksmusikkonzerten.
In der Serie Hinter den Bergen stellt er Schwarzweißbilder aus dem Archiv des Agraringenieurs Armin Kniely eigenen motivähnlichen Aufnahmen der Gegenwart gegenüber. Für die Werkserie Après Ski sammelte er bei einem Entsorgungsbetrieb Stücke geschredderter Ski mit den darauf verbliebenen Aufschriften und stellte deren Fotografien nach Begriffsfamilien neu zusammen, um die sprachliche Überhöhung eines Massenproduktes, nun „der gesamtästhetischen Erscheinung eines Ski entrissen“, darzustellen.  Auch für die Ausstellung Intensivstationen im Alpinen Museum Bern ergänzte er die Fotografien um eine Installation aus geschredderten Ski, die er über Jahre gesammelt hatte.
Hechenblaikner, selbst in einem Tourismusbetrieb aufgewachsen, hat sich auch in Interviews kritisch geäußert zur Disneylandisierung seiner Heimat, zur „schrankenlosen Industrialisierung“ der Berge und zu Auswirkungen des Tourismus auf die „Seelenlandschaft“ der Einheimischen. Er hat die „Unsensibilität beim Bauen“ von touristischer Architektur anprangert, die zur „alpinen Metastasen“ geführt habe. Analog zur Künstlichkeit der touristischen „Gemütlichkeit“ seien auch Sendungen wie der Musikantenstadl eine „Bewirtschaftung der Sehnsüchte und emotionaler Defizite der Menschen“.
Hechenblaikner hat viele Jahre in Ischgl den Ballermann-Skitourismus und den Après-Ski in Ischgl fotografiert, die Anfang 2020 zu einem Hotspot für SARS-CoV-2-Infektionen von Urlaubern aus zahlreichen europäischen Ländern wurden.
Im Juni 2020 erschien das Fotobuch Ischgl.

## Publikationen
- Vietnam. Text von Friedrich Schwarzenauer, Bucher Verlag, München 1992, ISBN 3-7658-0771-0, München 1998, ISBN 3-7658-1199-8.
- Alpbachtal. Porträt eines Tiroler Tales. Text von Fred Fettner (Text), Haymon Verlag, Innsbruck 1994, ISBN 3-85218-171-2.
- Rajasthan. Text von Michael Neumann-Adrian, Bucher Verlag, München 1995, ISBN 3-7658-0954-3.
- Tirol kocht! eine kulinarische Reise durch Südtirol, Osttirol, Nordtirol. Mit Christoph Wagner und Karin Longariva, Christian Brandstätter Verlag, Wien 2003, ISBN 3-85498-296-8.
- Hinter den Bergen. Texte von Thomas Weski und Wolfgang Ullrich. Edition Braus, Heidelberg 2006, ISBN 978-3-89466-300-1.
- off piste. an Alpine story. Mit Thomas Weski und Wolfgang Ullrich, Dewi Lewis Publishing, Manchester 2009, ISBN 978-1-904587-78-1.
- Winter Wonderland. deutsch und englisch, Steidl Verlag, Göttingen 2012, ISBN 978-3-86930-376-5.
- Hinter den Bergen. Texte von Wolfgang Ullrich und Thomas Weski, Steidl Verlag, Göttingen 2015, ISBN 978-3-86930-737-4.
- Volksmusik. Mit Texten von Martin Hochleitner, Wolfgang Ullrich, Hans Well und Lois Hechenblaikner, Steidl Verlag, Göttingen 2019, ISBN 978-3-95829-175-1.[19]
- Ischgl. Text von Stefan Gmünder, Steidl Verlag, Göttingen 2020, ISBN 978-3-95829-790-6.[20]
- Keine Ostergrüsse mehr! – Die geheime Gästekartei des Grand Hotel Waldhaus in Vulpera, mit Andrea Kühbacher und Rolf Zollinger (Hg.), Edition Patrick Frey, Zürich 2021, ISBN 978-3-907236-19-2.
- Intensivstationen. Texte von Stefan Gmünder und Andrea Roedig, Steidl Verlag, Göttingen 2023, ISBN 978-3-95829-990-0
- Nüchtern betrachtet, mit einem Nachwort von Elfriede Jelinek, Steidl Verlag, Göttingen 2023, ISBN 978-3-96999-245-6

## Einzelausstellungen (Auswahl)
- 1997: Fotoforum West, Innsbruck
- 2002: Kulturhaus Fux, Lech am Arlberg
- 2003: Leica Galerien in Solms und Tokio
- 2004: Fotogalerie im Hause Bohl, Eisenach
- 2005: Städtische Fotogalerie Montpellier
- 2006: Widmer + Theodoridis, Zürich
- 2009: Leica Galerie, Salzburg
- 2009: Wolfberg Arts Forum, Ermatingen
- 2010: Theater am Saumarkt, Feldkirch
- 2012: Alpines Museum Bern
- 2014: Galerie Thomas Salis, Salzburg
- 2014: Rimessa Castelmur, Stampa
- 2017: Fundaziun La Tuor, Samedan
- 2018: Kulturkraftwerk Thalgau
- 2019: Museum Starnberger See[21]
- 2020: MASI – Museo d´arte della Svizzeria Italiana, Lugano
- 2020: Museum Ulm
- 2021: Galerie Fotografic, Prag
- 2021: Städtische Galerie im Schloss Isny
- 2024: Galerie Karsten Greve, St. Moritz (CH)[22]

## Auszeichnungen
- Kodarama Award Best of the year 1995/96
- Journalisten- und Publizistenpreis der Tiroler Industrie, 2002[23]
- Albert Mountain Award 2012
- Preis für zeitgenössische Kunst 2023 des Landes Tirol[24]